# 지여해 충신각
지여해 충신각은 충청북도 청주시 상당구에 있다. 2015년 4월 17일 청주시의 향토유적 제34호로 지정되었다.

## 개요
병자호란 때 철산부사로 순절한 지여해의 충절을 기리기 위해 세운 정려각이다.

## 같이 보기
- 지여해